# Dümmer (Gemeinde)
Dümmer település Németországban, Mecklenburg-Elő-Pomeránia tartományban. Lakosainak száma 1575 fő (2023. december 31.). Dümmer Schossin községgel határos.

## Népesség
A település népességének változása:
| Lakosok száma | 1430 | 1475 | 1502 | 1543 | 1581 | 1575 |
|               | 2015 | 2017 | 2019 | 2021 | 2022 | 2023 |